# جائزة فلم فير لأفضل ممثلة صاعدة
جائزة فيلم فير لأفضل ممثلة في أول ظهور لها هي جائزة تمنحها فيلم فير كجزء من حفل توزيع جوائز فيلم فير السنوي للأفلام الهندية، وذلك تقديرًا لأداء أفضل ممثلة تظهر لأول مرة في السينما.

## الفائزات بالجائزة

### 1990-99
- 1989
جوهي تشاولا
- 1990
بهاغيشري
- 1991
بوجا بهات
- 1992
رافينا تاندون
- 1993
ديفيا بهارتي
- 1994
مامتا كولكارني
- 1995
سونالي بندر وتابو[3]
- 1996
توينكل خانا
- 1997
سيما بيسواس
- 1998
ماهيما تشودري
- 1999
بريتي زينتا

### 2000-10
- 2000
نانديتا داس
- 2001
كارينا كابور وبيباشا باسو
- 2003
إيشا ديول
- 2004
لارا دوتا وبريانكا تشوبرا
- 2005
عائشة تاكيا
- 2006
فيديا بالان
- 2007
كانغانا رانوت
- 2008
ديبيكا بادوكون
- 2009
أسين

### 2010-الآن
- 2010
لم تمنح
- 2011
سوناكشي سينها
- 2012
بارنيتي تشوبرا
- 2013
إليانا دي كروز
- 2014
فاني كابور
- 2015
كريتي سانون
- 2016
بهومي بيدنيكار
- 2017
ريتيكا سينغ
- 2018
 لم تُمنح
- 2019
سارا علي خان

### 2020s
- 2020
أنانيا بانداي

## روابط خارجية
- الموقع الرسمي